# Эберхартер, Штефан
Ште́фан Э́берхартер (нем. Stephan Eberharter, род. 24 марта 1969 года, Брикслегг) — австрийский горнолыжник, олимпийский чемпион 2002 года в гигантском слаломе, трёхкратный чемпион мира, двукратный обладатель Кубка мира.
Впервые участие в Кубке мира принял в 1990 году и занял 32-е место. Из-за травм практически полностью пропустил 4 сезона подряд — 1993/94, 1994/95, 1995/96 и 1996/97. Свой первый этап Кубка мира Эберхартер, который стал чемпионом мира ещё в 1991 году, выиграл только 14 марта 1998 года, за 10 дней до своего 29-летия. В конце 1990-х годов Штефан не мог выиграть Кубок мира, оставаясь в тени своего соотечественника Хермана Майера.
В 2001 году Майер на мотоцикле попал в аварию и из-за травм вынужден был сделать перерыв, благодаря чему Эберхартер выиграл два последующих Кубка мира в 2002 и 2003 годах. В 2004 году в Кицбюэле одержал одну из самых впечатляющих побед в истории горнолыжного спорта, опередив в супергиганте ближайшего преследователя на 1,21 секунды.
Весьма успешно выступал Эберхартер и на чемпионатах мира, в 1991 году выиграв сразу две золотые медали в программах комбинации и супергиганта. Спустя 12 лет в Санкт-Морице он снова удостоился золотой награды, победив в супергиганте. Кроме того, в послужном списке Эберхартера имеется серебряная медаль за супергигант, выигранная на чемпионате мира 2001 года в Санкт-Антоне.
Завершил карьеру после сезона 2003/04, в котором выиграл 4 этапа Кубка мира в скоростном спуске и занял второе место в общем зачёте Кубка мира (после Хермана Майера). Всего за карьеру 75 раз поднимался на подиум на этапах Кубка мира, одержав 29 побед. Среди австрийцев по победам занимает 4-е место после Марселя Хиршера, Хермана Майера и Бенджамина Райха. По победам в скоростном спуске (18) Эберхартер занимает третье место в истории мужского Кубка мира после Франца Кламмера (25) и Петера Мюллера (19).

## Результаты на крупнейших соревнованиях

### Зимние Олимпийские игры
| Олимпийские игры    | Скоростной спуск         | Супергигант              | Гигантский слалом        | Слалом                   | Комбинация               |
| ------------------- | ------------------------ | ------------------------ | ------------------------ | ------------------------ | ------------------------ |
| 1992 Альбервиль     | —                        | —                        | —                        | —                        | DNF2                     |
| 1994 Лиллехаммер    | не выступал из-за травмы | не выступал из-за травмы | не выступал из-за травмы | не выступал из-за травмы | не выступал из-за травмы |
| 1998 Нагано         | —                        | DSQ                      | 2                        | —                        | —                        |
| 2002 Солт-Лейк-Сити | 3                        | 2                        | 1                        | —                        | —                        |